# 张国初 (中将)
张国初（1941年—），湖南邵东人，中国人民解放军将领、中国人民解放军中将。 
早年担任广西军区政治部主任、政治委员，广州军区政治部副主任、主任、副政治委员，参加中印战争。1996年，授予中国人民解放军中将，曾任广州军区副政治委员。 